# Ronda 7 de GP2 Series de 2012
A Sétima rodada da Temporada da GP2 Series de 2012 aconteceu em Northamptonshire, Reino Unido,  entre 6 e 8 de julho.

## Classificatória
| Pos. | N  | Piloto              | Time                    | Tempo    | Grid |
| ---- | -- | ------------------- | ----------------------- | -------- | ---- |
| 1    | 5  | Fabio Leimer        | Racing Engineering      | 2:01.889 | 1    |
| 2    | 1  | Johnny Cecotto, Jr. | Barwa Addax Team        | 2:02.804 | 2    |
| 3    | 8  | Jolyon Palmer       | iSport International    | 2:02.872 | 3    |
| 4    | 14 | Stefano Coletti     | Scuderia Coloni         | 2:03.004 | 231  |
| 5    | 10 | Esteban Gutiérrez   | Lotus GP                | 2:03.258 | 4    |
| 6    | 9  | James Calado        | Lotus GP                | 2:03.274 | 5    |
| 7    | 27 | Rio Haryanto        | Marussia Carlin         | 2:03.398 | 6    |
| 8    | 26 | Max Chilton         | Marussia Carlin         | 2:03.432 | 7    |
| 9    | 23 | Luiz Razia          | Arden International     | 2:03.553 | 8    |
| 10   | 12 | Giedo van der Garde | Caterham Racing         | 2:03.565 | 202  |
| 11   | 4  | Felipe Nasr         | DAMS                    | 2:03.581 | 241  |
| 12   | 3  | Davide Valsecchi    | DAMS                    | 2:03.600 | 263  |
| 13   | 25 | Nigel Melker        | Ocean Racing Technology | 2:03.699 | 9    |
| 14   | 2  | Josef Král          | Barwa Addax Team        | 2:04.029 | 10   |
| 15   | 6  | Nathanaël Berthon   | Racing Engineering      | 2:04.240 | 11   |
| 16   | 18 | Fabrizio Crestani   | Venezuela GP Lazarus    | 2:04.280 | 12   |
| 17   | 11 | Rodolfo González    | Caterham Racing         | 2:04.430 | 13   |
| 18   | 7  | Marcus Ericsson     | iSport International    | 2:04.767 | 251  |
| 19   | 21 | Daniël de Jong      | Rapax                   | 2:04.782 | 14   |
| 20   | 24 | Victor Guerin       | Ocean Racing Technology | 2:05.040 | 15   |
| 21   | 17 | Julián Leal         | Trident Racing          | 2:05.218 | 16   |
| 22   | 15 | Fabio Onidi         | Scuderia Coloni         | 2:05.350 | 17   |
| 23   | 22 | Simon Trummer       | Arden International     | 2:05.537 | 18   |
| 24   | 16 | Stéphane Richelmi   | Trident Racing          | 2:05.677 | 19   |
| 25   | 20 | Ricardo Teixeira    | Rapax                   | 2:07.231 | 21   |
| 26   | 19 | Giancarlo Serenelli | Venezuela GP Lazarus    | 2:09.161 | 22   |

## Primeira Corrida
| Pos.                                                                  | N  | Pilotos             | Time                    | Voltas | Tempo       | Grid | Pontos    |
| --------------------------------------------------------------------- | -- | ------------------- | ----------------------- | ------ | ----------- | ---- | --------- |
| 1                                                                     | 10 | Esteban Gutiérrez   | Lotus GP                | 25     | 1:00:22.657 | 4    | 27 (25+2) |
| 2                                                                     | 1  | Johnny Cecotto, Jr. | Barwa Addax Team        | 25     | +1.700      | 2    | 18        |
| 3                                                                     | 8  | Jolyon Palmer       | iSport International    | 25     | +5.257      | 3    | 15        |
| 4                                                                     | 25 | Nigel Melker        | Ocean Racing Technology | 25     | +6.368      | 9    | 12        |
| 5                                                                     | 23 | Luiz Razia          | Arden International     | 25     | +6.523      | 8    | 10        |
| 6                                                                     | 4  | Felipe Nasr         | DAMS                    | 25     | +7.552      | 24   | 8         |
| 7                                                                     | 3  | Davide Valsecchi    | DAMS                    | 25     | +9.051      | 26   | 6         |
| 8                                                                     | 12 | Giedo van der Garde | Caterham Racing         | 25     | +9.841      | 20   | 4         |
| 9                                                                     | 26 | Max Chilton         | Marussia Carlin         | 25     | +11.116     | 7    | 2         |
| 10                                                                    | 27 | Rio Haryanto        | Marussia Carlin         | 25     | +11.958     | 6    | 1         |
| 11                                                                    | 18 | Fabrizio Crestani   | Venezuela GP Lazarus    | 25     | +12.130     | 12   |           |
| 12                                                                    | 6  | Nathanaël Berthon   | Racing Engineering      | 25     | +12.843     | 11   |           |
| 13                                                                    | 16 | Stéphane Richelmi   | Trident Racing          | 25     | +15.701     | 19   |           |
| 14                                                                    | 5  | Fabio Leimer        | Racing Engineering      | 25     | +16.421     | 1    | 4         |
| 15                                                                    | 22 | Simon Trummer       | Arden International     | 25     | +16.818     | 18   |           |
| 16                                                                    | 2  | Josef Král          | Barwa Addax Team        | 25     | +17.833     | 10   |           |
| 17                                                                    | 24 | Victor Guerin       | Ocean Racing Technology | 25     | +18.167     | 15   |           |
| 18                                                                    | 20 | Ricardo Teixeira    | Rapax                   | 25     | +23.183     | 20   |           |
| 19                                                                    | 19 | Giancarlo Serenelli | Venezuela GP Lazarus    | 25     | +24.345     | 21   |           |
| 20                                                                    | 17 | Julián Leal         | Trident Racing          | 25     | +38.351     | 16   |           |
| 21                                                                    | 7  | Marcus Ericsson     | iSport International    | 25     | +39.831     | 25   |           |
| 22                                                                    | 15 | Fabio Onidi         | Scuderia Coloni         | 25     | +14.902     | 17   |           |
| 23                                                                    | 11 | Rodolfo González    | Caterham Racing         | 23     | +2 voltas   | 13   |           |
| Ret                                                                   | 14 | Stefano Coletti     | Scuderia Coloni         | 20     | Retirou-se  | 23   |           |
| Ret                                                                   | 9  | James Calado        | Lotus GP                | 17     | Retirou-se  | 5    |           |
| Ret                                                                   | 21 | Daniël de Jong      | Rapax                   | 1      | Retirou-se  | 14   |           |
| Volta mais rápida: Esteban Gutiérrez (Lotus GP) — 2:01.622 (volta 25) |    |                     |                         |        |             |      |           |

## Segunda Corrida
| Pos.                                                                  | N  | Pilotos             | Time                    | Voltas | Tempo      | Grid | Pontos  |
| --------------------------------------------------------------------- | -- | ------------------- | ----------------------- | ------ | ---------- | ---- | ------- |
| 1                                                                     | 23 | Luiz Razia          | Arden International     | 21     | 37:28.656  | 4    | 15      |
| 2                                                                     | 3  | Davide Valsecchi    | DAMS                    | 21     | +5.642     | 2    | 12      |
| 3                                                                     | 4  | Felipe Nasr         | DAMS                    | 21     | +17.775    | 3    | 10      |
| 4                                                                     | 10 | Esteban Gutiérrez   | Lotus GP                | 21     | +19.969    | 8    | 8       |
| 5                                                                     | 8  | Jolyon Palmer       | iSport International    | 21     | +25.869    | 6    | 6       |
| 6                                                                     | 25 | Nigel Melker        | Ocean Racing Technology | 21     | +28.600    | 5    | 4       |
| 7                                                                     | 7  | Marcus Ericsson     | iSport International    | 21     | +31.980    | 21   | 4 (2+2) |
| 8                                                                     | 15 | Fabio Onidi         | Scuderia Coloni         | 21     | +35.797    | 22   | 1       |
| 9                                                                     | 5  | Fabio Leimer        | Racing Engineering      | 21     | +38.127    | 14   |         |
| 10                                                                    | 2  | Josef Král          | Barwa Addax Team        | 21     | +40.378    | 16   |         |
| 11                                                                    | 22 | Simon Trummer       | Arden International     | 21     | +40.533    | 15   |         |
| 12                                                                    | 27 | Rio Haryanto        | Marussia Carlin         | 21     | +48.471    | 10   |         |
| 13                                                                    | 21 | Daniël de Jong      | Rapax                   | 21     | +54.161    | 26   |         |
| 14                                                                    | 6  | Nathanaël Berthon   | Racing Engineering      | 21     | +54.643    | 12   |         |
| 15                                                                    | 20 | Ricardo Teixeira    | Rapax                   | 21     | +1:15.967  | 18   |         |
| 16                                                                    | 19 | Giancarlo Serenelli | Venezuela GP Lazarus    | 21     | +1:17.971  | 19   |         |
| 17                                                                    | 17 | Julian Leal         | Trident Racing          | 21     | +1:30.456  | 20   |         |
| 18                                                                    | 1  | Johnny Cecotto, Jr. | Barwa Addax Team        | 20     | Retirou-se | 7    |         |
| 19                                                                    | 26 | Max Chilton         | Marussia Carlin         | 19     | Retirou-se | 9    |         |
| 20                                                                    | 9  | James Calado        | Lotus GP                | 19     | Retirou-se | 25   |         |
| 21                                                                    | 12 | Giedo van der Garde | Caterham Racing         | 19     | Retirou-se | 1    |         |
| 22                                                                    | 18 | Fabrizio Crestani   | Venezuela GP Lazarus    | 19     | Retirou-se | 11   |         |
| Ret                                                                   | 11 | Rodolfo González    | Caterham Racing         | 3      | Retirou-se | 23   |         |
| Ret                                                                   | 16 | Stéphane Richelmi   | Trident Racing          | 0      | Retirou-se | 13   |         |
| Ret                                                                   | 14 | Stefano Coletti     | Scuderia Coloni         | 0      | Retirou-se | 24   |         |
| Ret                                                                   | 24 | Victor Guerin       | Ocean Racing Technology | 0      | Retirou-se | 17   |         |
| Volta mais rápida: Julián Leal (Trident Racing) — 1:43.374 (volta 19) |    |                     |                         |        |            |      |         |

## Classificação após a rodada
|   | Pos | Piloto            | Pointos |
| - | --- | ----------------- | ------- |
| 1 | 1   | Luiz Razia        | 165     |
| 1 | 2   | Davide Valsecchi  | 159     |
| 3 | 3   | Esteban Gutiérrez | 122     |
| 1 | 4   | James Calado      | 95      |
| 1 | 5   | Max Chilton       | 95      |

|  | Pos | Equipe              | Pointos |
|  | --- | ------------------- | ------- |
|  | 1   | Lotus GP            | 217     |
|  | 2   | DAMS                | 205     |
|  | 3   | Arden International | 169     |
|  | 4   | Carlin              | 122     |
|  | 5   | Racing Engineering  | 110     |